# Euptychia rufocincta
Espèce
 Euptychia rufocincta est une  espèce de papillons de la famille des Nymphalidae et de la sous-famille des Satyrinae et du genre Euptychia.

## Dénomination
Euptychia rufocincta a été décrit par Gustav Weymer en 1911.

## Description
Euptychia rufocincta est un papillon au dessus marron, foncé pour le mâle, clair pour la femelle.
Le revers est beige rayé de lignes cuivrées avec à l'apex de l'aile antérieure un gros ocelle noir cerclé de jaune et pupillé de bleu et trois ocelles à l'aile postérieure eux aussi noir cerclés de jaune et pupillés de bleu, un très gros  proche de l'angle anal et un petit et un gros proches de l'apex.

## Biologie

### Plantes hôtes
Les plantes hôtes de sa chenille sont des Selaginella comme pour les autres Euptychia connus.

## Écologie et distribution
Euptychia rufocincta est présent au Surinam et en Guyane,.

### Biotope
Il réside dans tous les types de forêt.

### Protection
Pas de statut de protection particulier